# Regionalismo alicantino

Delimitación histórica de Alicante.

El regionalismo alicantino o alicantinismo es un movimiento político y social que persigue el reconocimiento de la provincia de Alicante como región y su constitución como comunidad autónoma de España, separada del resto de la actual Comunidad Valenciana. Asimismo, también defiende la identidad histórica y cultural propia de Alicante y de los alicantinos.

## Territorio

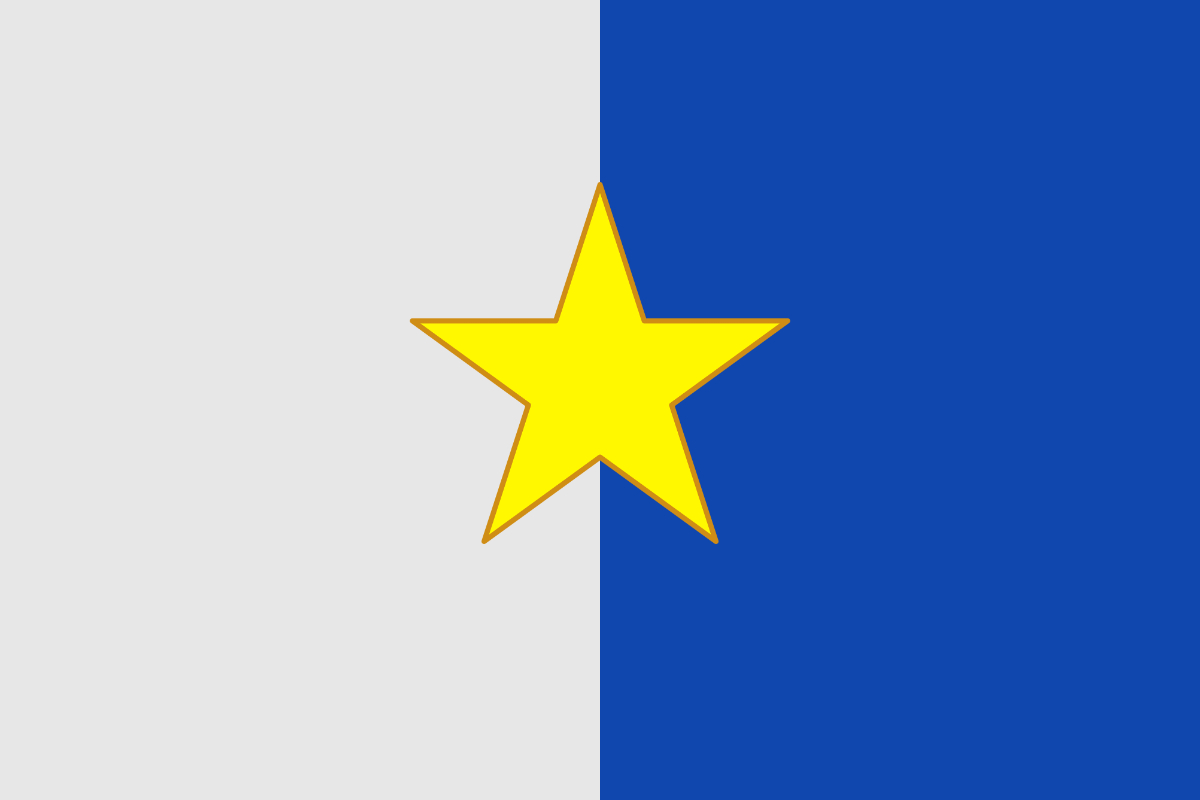
Estelada Alicantina Regionalista

La Región de Alicante es, según los regionalistas alicantinos, el territorio formado por la provincia española de Alicante. Sin embargo, los límites de la Región de Alicante no son del todo precisos ya que algunos sectores regionalistas alicantinos incluyen en él territorios ajenos a la provincia.

## Historia
Por Real Decreto de 25 de septiembre de 1799 e Instrucción de 4 de octubre del mismo año, se creó la provincia de Alicante, desgajada de la Intendencia de Valencia, aunque no llegara a ser efectivo. En 1810, el gobierno de José I de España intentó ordenar el territorio, dividiéndolo en 38 prefecturas, al estilo de las establecidas en Francia, y 111 subprefecturas, según el proyecto del ingeniero y matemático José María Lanz. La prefectura del Cabo de la Nao, con capital en Alicante, abarcaba la actual provincia de Alicante y el este de la de Albacete, y contaba con subprefecturas en Alicante, Denia y Játiva, pero tampoco esta división territorial fue implementada. En enero de 1822 se aprueba, con carácter provisional, una división provincial de España que crea la provincia de Alicante, con capital en Alicante, y la provincia de Játiva, con capital en Játiva. 
Finalmente, en 1833 se realizó la división provincial española que creó la moderna provincia de Alicante. Se formó básicamente a partir de la antigua Gobernación Ultra Saxonam, a la que se añadirían por el norte la Hoya de Castalla, la Hoya de Jijona, la Serranía de Alcoy, la Marina, el Marquesado de Denia y los Valles de Pego. En 1836 se ampliaría la provincia al oeste con la incorporación de las poblaciones de Villena (desde 1833 en la provincia de Albacete) y Sax (desde 1833 en la provincia de Murcia). Con el establecimiento formal de la provincia, surge también la Diputación Provincial de Alicante.
Durante la Primera República Española y la revolución cantonal se constituyó en julio de 1873 por un breve espacio de tiempo, gracias al apoyo del Cantón Murciano, el Cantón de Alicante. Desde finales del siglo XIX la industrialización provocó el crecimiento demográfico de numerosas localidades especializadas en diferentes productos. El Palacio Provincial de Alicante fue inaugurado como nueva sede de la Diputación de Alicante el 17 de enero de 1932, por el entonces presidente de la República Niceto Alcalá Zamora. Poco antes del final de la guerra civil española se estableció el Gobierno de la República Española en la Posición Yuste, en la provincia alicantina. A partir de la década de 1960 se produjo un boom turístico que provocó un incremento demográfico excepcional de la provincia. 
El alicantinismo moderno surge en parte impulsado por la creación en 1980 de la Associació Defensora dels Interessos Alacantins (ADIA). La provincia fue incluida desde el primer momento en el proyecto autonómico valenciano de 1981 y en la posterior Comunidad Valenciana, creada en 1982. Parte del alicantinismo ha participado ocasionalmente del proyecto de construcción de una comunidad autónoma del sureste, con Murcia, Albacete, Almería, Málaga, Granada y Jaén.

## Críticas
Las críticas al regionalismo alicantino han venido históricamente de la propia intelectualidad alicantina, sobre todo vinculada ideológicamente a la izquierda y el fusterianismo. Cabe destacar a José Vicente Mateo autor de la obra Alacant a Part ("Alicante a parte") escrita en 1966 o de la más reciente de Emili Rodríguez-Bernabeu en su obra Alacant contra València ("Alicante contra Valencia") escrita en 2005, donde describe los enfrentamientos históricos de la ciudad de Alicante y la ciudad de Valencia y donde establece una similitud argumental entre el regionalismo alicantino, por una parte, y el blaverismo y regionalismo valenciano por otra, haciendo responsables a ambos, del impedimento del desarrollo de la Región de Alicante.

## Apoyo electoral
Aunque minoritario, el regionalismo alicantino ha formado parte del programa político de algunos partidos, principalmente a partir de la primera mitad de la década de 1990, como el Partido Cantonalista del País Alicantino (ALICANTON), la Unión Democrática Alicantina (UNIDA, sucesora del ALICANTON), Los Verdes del País Alicantino (LVPA), la Unidad Alicantina (UA), Alicante Unida (AU), la Unión Provincial Alicantina (UPRA), o la coalición Esperanza Ciudadana - Juntos por Alicante (EC-JxA) y por último el actual Partido Alicantino Regionalista (PAR.Es-C) teniendo resultados testimoniales:
- 1989: 1041 votos (ALICANTON),[9] Elecciones generales de España.
- 1991: 4119 votos (ALICANTON),[10] Elecciones a las Cortes Valencianas.
- 1993: 1375 votos (LVPA), 715 votos (UNIDA),[11] Elecciones generales de España.
- 1995: 2894 votos (AU),[12] Elecciones a las Cortes Valencianas.
- 1996: 651 votos (UPRA),[13] Elecciones generales de España.
- 2015: 501 votos (EC-JxA),[14] Elecciones municipales, 1120 votos (EC-JxA),[14] Elecciones a las Cortes Valencianas.
- 2023: 217 votos (PAR-Es.C)[15] Elecciones municipales,  614 (PAR-Es.C),[16] Elecciones a las Cortes Valencianas.